# Новоужвиновка
Новоужвиновка (укр. Новоужвинівка) — село,
Колодезнянский сельский совет,
Двуречанский район,
Харьковская область, Украина.
Код КОАТУУ — 6321882002. Население по переписи 2001 года составляет 33 (15/18 м/ж) человека.

## Географическое положение
Село Новоужвиновка находится на правом берегу реки Верхняя Двуречная, выше по течению село Григоровка, ниже по течению в 2-х км — село Колодезное, на противоположном берегу село Обуховка.
К селу примыкает небольшой лесной массив урочище Хуторянский лес (ясень).

## Происхождение названия
В старых документах село называют Ново-Ужвиновка.

## История
- 1850 — дата основания.

## Экономика
- В селе есть молочно-товарная ферма.